# 1-庚炔
1-庚炔（英語：1-Heptyne）是庚炔的一种，有正庚烷的骨架结构，1号与2号碳原子之间为碳碳三键。